# Viola kisoana
Viola kisoana är en violväxtart som beskrevs av Takenoshin Nakai. Viola kisoana ingår i släktet violer, och familjen violväxter. Inga underarter finns listade i Catalogue of Life.